# Tzopelaco
Tzopelaco är en ort i Mexiko.   Den ligger i kommunen Matlapa och delstaten San Luis Potosí, i den sydöstra delen av landet, 220 km norr om huvudstaden Mexico City. Tzopelaco ligger 147 meter över havet och antalet invånare är 356.
Terrängen runt Tzopelaco är huvudsakligen kuperad, men norrut är den platt. Runt Tzopelaco är det ganska tätbefolkat, med 179 invånare per kvadratkilometer. Närmaste större samhälle är Tamazunchale, 10,4 km söder om Tzopelaco. Omgivningarna runt Tzopelaco är en mosaik av jordbruksmark och naturlig växtlighet.